# La Maison de la sourde et le Clocher d'Éragny
La Maison de la sourde et le Clocher d'Éragny (ou Le Grand Noyer) est une peinture du peintre impressionniste Camille Pissarro réalisée en 1886, conservée au Musée d'Art d'Indianapolis.